# Eva Hesse
Eva Hesse (Hamburgo, 11 de janeiro de 1936 - Nova York, 29 de maio de 1970) foi uma escultora judia estadunidense, nascida na Alemanha, conhecida por suas obras pioneiras com materiais como látex, fibra de vidro e plástico. Na década de 1960, ela foi uma das inauguradoras do movimento pós-minimalista.